# Pseudopoda gongschana
Pseudopoda gongschana là một loài nhện trong họ Sparassidae.
Loài này thuộc chi Pseudopoda. Pseudopoda gongschana được miêu tả năm 2007 bởi Peter Jäger & Vedel.